# 1,1-Dibutoxyethan
1,1-Dibutoxyethan (Acetaldehyddibutylacetal) ist ein Acetal, dass sich von Acetaldehyd und Butanol ableitet.

## Vorkommen
1,1-Dibutoxyethan kommt möglicherweise in Spuren in Apfelwein vor.

## Herstellung
1,1-Dibutoxyethan kann durch säurekatalysierte Acetalisierung von Acetaldehyd mit Butanol gewonnen werden.

## Verwendung
Acetale, insbesondere 1,1-Diethoxyethan und 1,1-Dibutoxyethan werden als Additive für biobasierte Treibstoffe genutzt bzw. erforscht, da sie die Octanzahl erhöhen und die Emission von Schadstoffpartikeln verringern können.
In der EU ist 1,1-Dibutoxyethan unter der FL-Nummer 06.033 als Aromastoff für Lebensmittel allgemein zugelassen.